# میلتسوو
میلتسوو (به آلمانی: Miltzow) یک منطقهٔ مسکونی در آلمان است که در Sundhagen واقع شده‌است. میلتسوو  ۱٬۳۹۴ نفر جمعیت دارد.